# Der Zementgarten
Der Zementgarten (im Original The Cement Garden) ist ein Roman von Ian McEwan aus dem Jahr 1978.

## Handlung
In einer englischen Vorortsiedlung lebt eine sechsköpfige Familie mit vier minderjährigen Kindern: den Teenagern Julie, Jack und Sue, sowie dem Nachzügler Tom. Als kurz nacheinander die Eltern sterben, der Vater an einem Herzinfarkt, die Mutter an Krebs, und die Kinder als Waisen zurücklassen, beschließen diese, die Situation zu verheimlichen, was aufgrund der sozialen Isolation der Familie leicht gelingt: die Eltern hatten ohnehin kaum Besuch zugelassen, das Haus der Familie ist das letzte innerhalb einer Siedlung, die für eine Umgehungsstraße, die nie gebaut werden wird, bereits großflächig abgerissen wurde.
Da die Mutter ihre Krankheit lediglich mit Tabletten bis zum Ende durchstand und Julie bereits deren Arbeit im Haushalt übernommen hatte, fällt der Tod der Mutter und deren Verschwinden niemandem auf. Die Kinder fürchten, bei Bekanntwerden des Ablebens der Mutter getrennt zu werden. Daher fassen sie den Entschluss, die tote Mutter im Keller in einer Kiste mit Zement zu bestatten. Julie und Jack übernehmen die Pflichten der Eltern, nach außen hin wird keine Änderung der Verhältnisse sichtbar.
Erst als sich Julie mit Derek befreundet, wird die Situation kritisch. Derek, der Zugang zum Haus hat, lüftet bald das Geheimnis der Kinder, schweigt aber dazu, bis Julie sich von ihm ab- und auch sexuell ihrem Bruder Jack zuwendet. Es kommt schließlich zum Inzest zwischen beiden Geschwistern. Der Roman endet mit dem Vollzug des Beischlafs zwischen Julie und Jack, während gleichzeitig Derek den Zementsarg der Mutter zertrümmert und schließlich die Polizei alarmiert.
Der Titel des Romans nimmt Bezug auf die Bemühungen des Vaters, seinen Garten mit viel Zement so pflegeleicht zu gestalten, wie es seiner und der Gesundheit seiner Frau entsprach; der Plan des Vaters ist auch der Grund dafür, weshalb die Kinder genügend Zement im Haus haben, um die Leiche der Mutter verschwinden zu lassen.

## Verfilmung
Ian McEwans Roman diente als Vorlage für den gleichnamigen Film von Andrew Birkin aus dem Jahr 1993 mit Andrew Robertson und Charlotte Gainsbourg in den Hauptrollen.
Weitere Rollen übernahmen Sinéad Cusack, Hanns Zischler und Jochen Horst.

## Verarbeitung in der Musik
Die Sängerin Madonna zitiert einen Auszug aus dem Roman im Intro des Stücks „What It Feels Like for a Girl“. Die Passage beschreibt den Streit zwischen Julie und Jack wegen des Wunsches des jüngsten Bruders Tom, sich wie ein Mädchen kleiden zu wollen. Julie und ihre Schwester Sue unterstützen den Wunsch des Bruders, Jack als pubertierender Jugendlicher dagegen verbietet dem Jüngsten, Tom, seinen Transvestitismus bzw. seine Transgeschlechtlichkeit auszuleben. Julie und Sue führen Jacks Verhalten auf gesellschaftlich normierten Sexismus und die damit verbundene Unterdrückung der Frauen durch die Männer zurück. Laut Julie ist der Grund für Jacks Ablehnung seines Bruders die sozial aufgezwungene Abwertung weiblicher Eigenschaften wie z. B. modischen Auftretens. Jacks Schwestern führen dieses Verhalten auch darauf zurück, dass ein gewisser unterdrückter Wunsch in ihrem großen Bruder Jack herrscht, in die Rolle der Frau schlüpfen zu wollen.

## Kritik
Nach der Veröffentlichung des Romans wurde Ian McEwan des Plagiats bezichtigt, der Inhalt des Romans erinnert stark an Julian Gloags Roman Our Mother's House aus dem Jahre 1963. Die Vorwürfe wurden nicht weiter verfolgt, werden aber immer wieder zitiert, wenn bei einem weiteren seiner Bücher ähnliche Vorwürfe erhoben werden.

## Ausgaben
- Ian McEwan: Der Zementgarten, Roman, aus dem Englischen übersetzt von einer studentischen Arbeitsgruppe des Instituts für Englische Philologie an der Universität München, geleitet von Christian Enzensberger, Diogenes-TB 20648, Zürich 1999 (deutsche Erstausgabe 1980), ISBN 978-3-257-20648-7.
- Ian McEwan: Der Zementgarten, Hörspiel von Elke Geurts, Regie Vibeke von Saher, 2 CDs, Der Hörverlag, München 2008, ISBN 978-3-86717-249-3.